# Plage
Plage is een nummer van de Britse elektronische band Crystal Fighters. Het nummer werd uitgebracht op 8 augustus 2011 als onderdeel van het album Star of Love. Alleen in Nederland wist het in de hitlijsten te komen.

## Achtergrond
Plage werd tegelijkertijd uitgebracht met de 'Deluxe Edition' van het album. Eerder dat jaar was het al uitgebracht op het Europese vasteland, waar het de Nederlandse Top 40 wist te bereiken. In Nederland werd het nummer betiteld als 'dé zomerhit van 2011'. Aan het einde van het kalenderjaar nomineerde muziekplatform 3voor12 Plage voor de titel 'Song van het jaar 2011'. Deze zou het uiteindelijk niet winnen.

## Hitnoteringen

### Nederlandse Top 40
| Hitnotering: 23-04-2011 t/m 17-09-2011 | Hitnotering: 23-04-2011 t/m 17-09-2011 | Hitnotering: 23-04-2011 t/m 17-09-2011 | Hitnotering: 23-04-2011 t/m 17-09-2011 | Hitnotering: 23-04-2011 t/m 17-09-2011 | Hitnotering: 23-04-2011 t/m 17-09-2011 | Hitnotering: 23-04-2011 t/m 17-09-2011 | Hitnotering: 23-04-2011 t/m 17-09-2011 | Hitnotering: 23-04-2011 t/m 17-09-2011 | Hitnotering: 23-04-2011 t/m 17-09-2011 | Hitnotering: 23-04-2011 t/m 17-09-2011 | Hitnotering: 23-04-2011 t/m 17-09-2011 | Hitnotering: 23-04-2011 t/m 17-09-2011 | Hitnotering: 23-04-2011 t/m 17-09-2011 | Hitnotering: 23-04-2011 t/m 17-09-2011 | Hitnotering: 23-04-2011 t/m 17-09-2011 | Hitnotering: 23-04-2011 t/m 17-09-2011 | Hitnotering: 23-04-2011 t/m 17-09-2011 | Hitnotering: 23-04-2011 t/m 17-09-2011 | Hitnotering: 23-04-2011 t/m 17-09-2011 | Hitnotering: 23-04-2011 t/m 17-09-2011 | Hitnotering: 23-04-2011 t/m 17-09-2011 | Hitnotering: 23-04-2011 t/m 17-09-2011 | Hitnotering: 23-04-2011 t/m 17-09-2011 |
| Week:                                  | 1                                      | 2                                      | 3                                      | 4                                      | 5                                      | 6                                      | 7                                      | 8                                      | 9                                      | 10                                     | 11                                     | 12                                     | 13                                     | 14                                     | 15                                     | 16                                     | 17                                     | 18                                     | 19                                     | 20                                     | 21                                     | 22                                     |                                        |
| -------------------------------------- | -------------------------------------- | -------------------------------------- | -------------------------------------- | -------------------------------------- | -------------------------------------- | -------------------------------------- | -------------------------------------- | -------------------------------------- | -------------------------------------- | -------------------------------------- | -------------------------------------- | -------------------------------------- | -------------------------------------- | -------------------------------------- | -------------------------------------- | -------------------------------------- | -------------------------------------- | -------------------------------------- | -------------------------------------- | -------------------------------------- | -------------------------------------- | -------------------------------------- | -------------------------------------- |
| Positie:                               | 37                                     | 28                                     | 21                                     | 15                                     | 16                                     | 13                                     | 13                                     | 14                                     | 17                                     | 16                                     | 13                                     | 12                                     | 12                                     | 12                                     | 16                                     | 16                                     | 20                                     | 22                                     | 22                                     | 26                                     | 30                                     | 37                                     | uit                                    |

### NPO Radio 2 Top 2000
| Nummer met noteringen in de NPO Radio 2 Top 2000 | '11  | '12  | '13  |
| ------------------------------------------------ | ---- | ---- | ---- |
| Plage                                            | 1265 | 1697 | 1845 |

1. ↑  Een vetgedrukt getal geeft de hoogste notering aan.
2. ↑  2011 was het eerste jaar met een notering voor dit nummer.
3. ↑  Deze tabel is bijgewerkt tot en met de laatste editie (2024).